# Exxon Building
L'Exxon Building, chiamato anche 1251 Avenue of the Americas, è un grattacielo situato sulla Sixth Avenue a Manhattan. È alto 230 metri ed è stato costruito nel 1972 nell'espansione del Rockefeller Center.

## Contesto
L'edificio faceva parte della successiva espansione del Rockefeller Center (anni '60-'70) soprannominata "Edifici XYZ". I loro progetti furono disegnati per la prima volta nel 1963 dall'architetto della famiglia Rockefeller, Wallace Harrison, dello studio di architettura Harrison & Abramovitz. Le loro lettere corrispondono alla loro altezza. 1251 Avenue of the Americas è l'edificio "X" in quanto è il più alto con i suoi 229 m e 54 piani, ed è stato il primo completato nel 1971. La "Y" è 1221 Avenue of the Americas, che è stata la seconda torre completata (1973) ed è la seconda in altezza (674 piedi e 51 piani). L'edificio "Z", il più basso e il più giovane, è 1211 Avenue of the Americas con 45 piani. Il 1251 è il secondo edificio più alto dell'intero Rockefeller Center, dopo il 30 Rockefeller Plaza.
Nonostante sia uno dei 100 edifici più alti degli Stati Uniti, il 1251 Avenue of the Americas è quasi impossibile da vedere da più di pochi isolati di distanza, poiché è fiancheggiato su tutti i lati da edifici alti più di 152 metri. Il risultato è che, sebbene il 1251 Avenue of the Americas sia alto all'incirca quanto gli edifici più alti di città come Boston o Minneapolis, non ha quasi alcuna presenza nello skyline di New York.